# Monique Melsen
Monique Melsen (Ettelbruck, 24 februari 1951) is een Luxemburgs zangeres.

## Biografie
Melsen werd op negentienjarige leeftijd door de Luxemburgse openbare omroep geselecteerd om haar vaderland te vertegenwoordigen op het Eurovisiesongfestival 1971. Met het nummer Pomme, pomme, pomme eindigde ze op de dertiende plek. Daarna zou ze snel weer in de vergetelheid verdwijnen. Later zou ze zich toeleggen op cabaret.
1956: Michèle Arnaud + Michèle Arnaud · 
1957: Danièle Dupré · 
1958: Solange Berry · 
1960: Camillo Felgen · 
1961: Jean-Claude Pascal · 
1962: Camillo Felgen · 
1963: Nana Mouskouri · 
1964: Hugues Aufray · 
1965: France Gall · 
1966: Michèle Torr · 
1967: Vicky Leandros · 
1968: Chris Baldo & Sophie Garel · 
1969: Romuald · 
1970: David Alexandre Winter · 
1971: Monique Melsen · 
1972: Vicky Leandros · 
1973: Anne-Marie David · 
1974: Ireen Sheer · 
1975: Geraldine · 
1976: Jürgen Marcus · 
1977: Anne-Marie Besse · 
1978: Baccara · 
1979: Jeane Manson · 
1980: Sophie & Magaly · 
1981: Jean-Claude Pascal · 
1982: Svetlana · 
1983: Corinne Hermès · 
1984: Sophie Carle · 
1985: Margo, Franck, Diane, Ireen, Malcolm & Chris · 
1986: Sherisse Laurence · 
1987: Plastic Bertrand · 
1988: Lara Fabian · 
1989: Park Café · 
1990: Céline Carzo · 
1991: Sarah Bray · 
1992: Marion Welter & Kontinent · 
1993: Modern Times · 
2024: Tali · 
2025: Laura Thorn
- Gemeinsame Normdatei: 1207774170
- International Standard Name Identifier: 0000 0004 4709 6900
- MusicBrainz: e6c3de57-fb11-4a01-a48c-fd4e3b1cbae8
- Virtual International Authority File: 142654051